# Nairy Baghramian
Nairy Baghramian (1971) es una artista visual nacida en Isfahán, Irán.  Desde 1984 vive y trabaja en Berlín. Asistió a la Universidad de las Artes de Berlín (Universität der Künste Berlin).
Baghramian fue seleccionada como finalista del Premio Hugo Boss en 2020 por el Museo Solomon R. Guggenheim. La estatuas presentadas fueron descritas como: ". . . [Explorando] el funcionamiento del cuerpo, el género y el espacio público y privado".

## Obra
El trabajo de Baghramian trata de capturar poses humanas fugaces en materiales tradicionales como el mármol y el acero. Inspirada por las clases de baile que tomó cuando era niña, Baghramian recuerda que su maestra habló de la necesidad de dividir el movimiento humano en elementos discretos.  Su trabajo representa formas abstractas de cuerpos o partes del cuerpo, a menudo contemplando la ruptura o la relación "prótesis" entre el cuerpo y su entorno. En el video de Guggenheim, Baghramian explica que a veces se basa en la idea de "mirar algo y sentir lástima por ello". Además, su trabajo crea una interacción entre el trabajo en sí y los espacios en los que existe.
En la Bienal de Berlín, colaboró con la diseñadora Janette Laverrière creando un conjunto para su diseño de muebles.
En 2017, la exposición Déformation Professionnelle de Baghramian se exhibió en el Stedelijk Museum voor Actuele Kunst. Esta exposición es la culminación de los 18 conjuntos de obras del artista desde 1999 hasta 2016.  Déformation Professionnelle exhibe la obra de la artista y al mismo tiempo alude a otras obras existentes en su campo. Mediante el uso de elementos escultóricos y fotografías, cuestiona los puntos de vista tradicionales sobre la relación entre los gestos del cuerpo humano y sus funciones.
En 2021 Baghramian recibió el Premio Nasher 2022 presentado por el Centro de Escultura Nasher en Dallas.

## Exposiciones
- 2019: SOFT POWER, Museo de Arte Moderno de San Francisco, San Francisco, California, Estados Unidos;[11]
- 2017: documenta 14, Atenas, Grecia y Kassel, Alemania;[12]
- 2017: Déformation Professionelle, Museum der Moderne, Salzburgo, Austria;
- 2016: Museo SMAK de Arte Contemporáneo, Gante, Bélgica;
- 2015: Nairy Baghramian: Hand Me Down, Museo Tamayo, Ciudad de México, México;
- 2014: Proyecto Sonae/Serralves 2014: Nairy Baghramian, Museo Serralves, Oporto, Portugal;
- 2014: Nairy Baghramian: French Curve/Laps of the Tongue, Bluhm Family Terrace, Art Institute of Chicago, Chicago, Illinois, Estados Unidos;
- 2014: Nairy Baghramian: Off the Rack, Neuer Berliner Kunstverein, Berlín, Alemania;
- 2013: Retainer, Sculpture Center, Long Island City, Nueva York, Estados Unidos;
- 2013: Nairy Baghramian: Fluffing the Pillows (Amarres, camillas, silos, trapeadores, estante de noticias, barandilla), MIT List Visual Arts Center, Cambridge, Estados Unidos;
- 2012: Nairy Baghramian: Class Reunion, The Contemporary Art Gallery, Vancouver, Canadá;
- 2012: Fluffing the Pillows, Kunsthalle Mannheim, Mannheim, Alemania

## Premios
- 2022 - Premio Nasher, Dallas Texas;[10]
- 2020 - Premio Hugo Boss;[13]
- 2016 – Premio de Arte de Zúrich, Zúrich, Suiza;[14]
- 2014 – Premio Arnold-Bode, Kassel, Alemania;
- 2012 – Premio Héctor, Kunsthalle Mannheim, Mannheim, Alemania;
- 2007 - Premio de la Fundación Ernst Schering